# Cauld Lad of Hylton

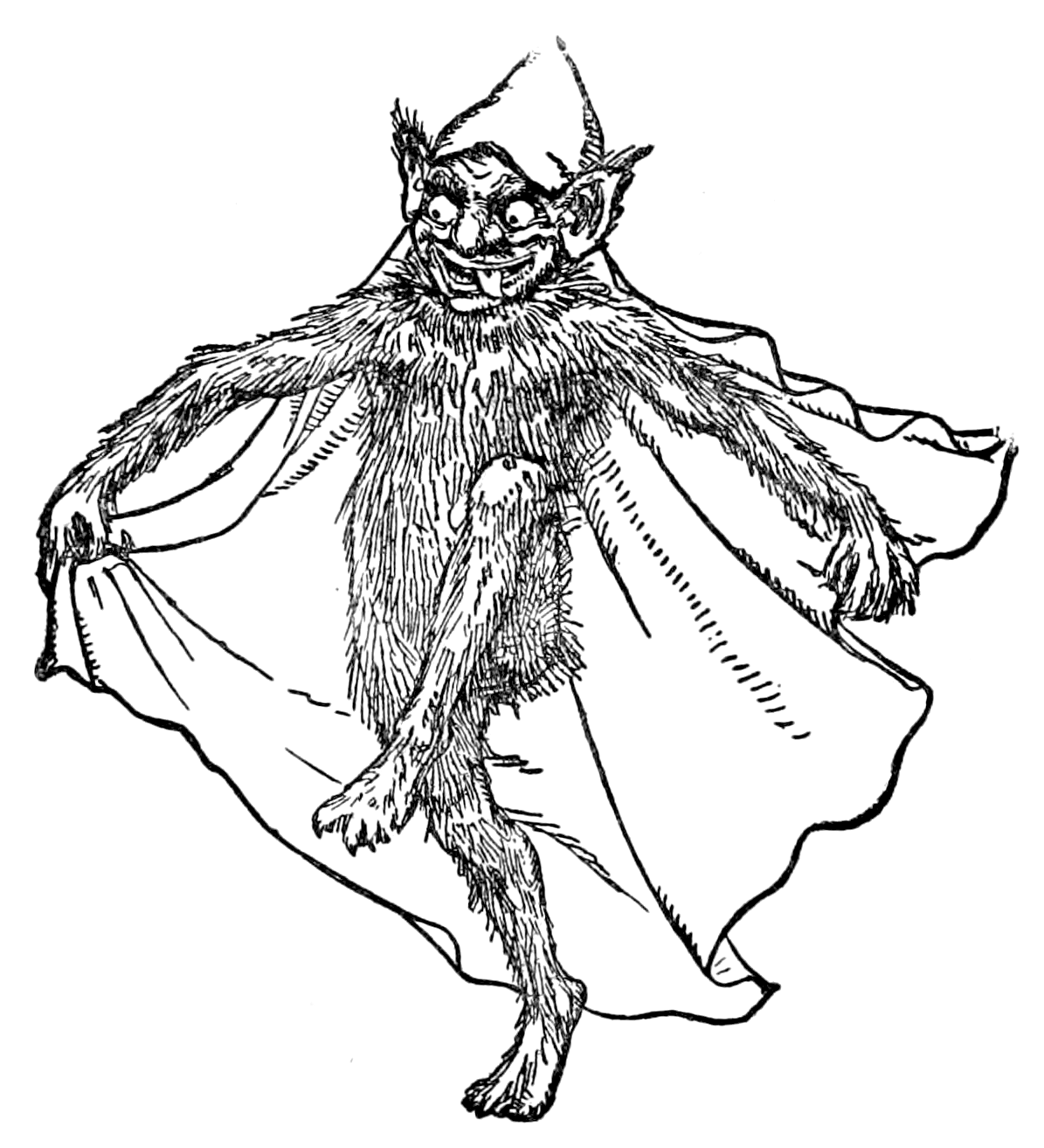
Illustration du Cauld Lad of Hylton, par l' English Fairy Tales de Jacob.

Dans le folklore anglais, les ruines du château d'Hylton (dans le Sunderland, au nord de l'Angleterre) sont réputées hantées par le fantôme du jeune garçon d'étable Robert Skelton, connu également sous le nom de Cauld Lad of Hylton.
Sa mort serait survenue au XVIe siècle ou au XVIIe siècle et est rapportée par plusieurs légendes. L'une des légendes explique que le garçon d'étable aurait été pris en train de faire la cour à la fille du Baron Hylton, puis fut tué. Une autre légende raconte que le baron a demandé au jeune homme de préparer son cheval mais celui-ci se serait réveillé en retard et le baron le tua en le décapitant, en l'accrochant à un croc de boucher ou en le transperçant avec une fourche.
Le baron aurait ensuite dissimulé son corps dans un profond étang ou un puits inutilisé. Plusieurs mois après, le cadavre du jeune homme aurait été découvert et le baron fut jugé pour son meurtre, mais il aurait eu un alibi. Un paysan témoigna en sa faveur, expliquant que le jeune homme se serait tué en tombant. Le baron fut blanchi en 1609.
Peu après, d'étranges événements ont eu lieu dans le château. La cuisine était rangée la nuit si elle avait été laissée en désordre, ou dérangée dans le cas contraire. Une personne invisible laissait ses traces dans les cendres et les pots de chambre ont été vidés sur le plancher. Un cuisinier décida de rester éveillé jusqu'à minuit. Il vit le fantôme d'un jeune homme nu et l'entendit crier « I'm cauld » (homophone de « I'm cold » : « J'ai froid »). Le cuisinier et sa femme laissèrent la prochaine fois une couverture et ils entendirent : « Voici une cape et voici un capuchon, le Cauld Lad of Hylton ne fera pas plus de bien », puis le fantôme disparut et les étranges phénomènes cessèrent.
Le comportement du fantôme laisse penser à un poltergeist. D'autres légendes évoquent le Cauld Lad comme étant un elfe ou un barghest ou même un brownie qui est sous l'emprise d'un sort. Il cherche donc à attirer l'attention sur lui afin de lever le sort. Il chanterait des chansons expliquant son aventure :
Wae's me, wae's me,   (ou Woe is me, woe is me,)

The acorn's not yet fallen from the tree,

That's to grow the wood,

That's to make the cradle,

That's to rock the bairn    (ou That will rock the baby),

That's to grow to the man

That's to lay me!   (ou That will exorcise me!)

### Traductions de
1. ↑  (en) « Here's a cloak and here's a hood, the Cauld Lad of Hylton will do no more good »